# 上原榮一
上原 榮一（うえはら えいいち、1930年（昭和5年）9月29日 - ）は、日本の政治家。元埼玉県桶川市長（2期）。旭日小綬章受章。

## 来歴
埼玉県大里郡熊谷町（現・熊谷市）出身。中央大学法学部卒。卒業後は埼玉県庁に入る。埼玉県人事委員会事務局長、桶川市助役、埼玉県道路公社常務理事などを経て、1993年、桶川市長に当選する。市長を2期務め、2001年の選挙で元桶川市収入役の岩崎正男に敗れた。2003年秋の叙勲で旭日小綬章を受章。